# Rodrigo Quijada Soto
Rodrigo Quijada Soto (Punta Arenas, 23 de noviembre de 1943 - Ciudad de México, 4 de mayo de 2011) fue un escritor, abogado, profesor y activista político chileno, Premio Municipal de Literatura de Santiago por su novela Tiempo de arañas, escrita conjuntamente con Rodrigo Baño.

## Biografía
Nació en Punta Arenas, en el extremo sur de Chile, pero sus primeros estudios los hizo en el Colegio Salesiano de otra ciudad de la región de Magallanes, en Puerto Natales, donde, como relató el mismo Quijada, "junto a las primeras letras" aprendió "los oficios de monaguillo y tocador de tambor". Sus estudios secundarios los comenzó en el Internado Nacional Barros Arana, después de que al filo de la adolescencia la familia se mudara a Santiago, pero al año tuvo que pasarse al Liceo Lastarria, "establecimiento entonces especializado en díscolos e incorregibles".
Ingresó después en la Universidad de Chile, donde se tituló de abogado. Un año antes de terminar sus estudios superiores, en 1963, publicó su primer libro, la novela Bajo el silencio. Cuatro años más tarde lanzó Tiempo de arañas, escrita junto con Rodrigo Baño y ganadora en 1968 del Premio Municipal de Literatura de Santiago. La tercera novela publicada en Chile fue Graduación (1970), a la que le siguió el libro Manual de educación sexual (1972), que se convirtió en un bestseller. 
Quijada no solo se había especializado en esa época en Criminología y Derecho Penal, sino también en sexología (era miembro de la sociedad chilena correspondiente y llegó a dirigir la revista Hera, editada en Buenos Aires), materia sobre la que había escrito, antes de su manual, una serie de monografías («La prostitución. Moral y Derecho», «Conducta sexual del hampa», «Hacia una definición de la prostitución», «La pornografía», «Sexo y conducta sexual en Chile», y otras).
El golpe de Estado contra el gobierno del socialista Salvador Allende, para el que Quijada trabajaba, terminó bruscamente con su vida en Chile. La cuarta novela, Techo circular, que ya estaba a punto de aparecer, fue destruida por la Junta Militar encabezada por el general Augusto Pinochet y el escritor se vio obligado a refugiarse en la embajada de México y abandonar el país.

### Vida en México
En México, Rodrigo Quijada ejerció la docencia en varias universidades (Puebla, Nacional), colaboró en el diario Excélsior y otras publicaciones principalmente con artículos de denuncia política sobre su país natal; fue director creativo del área editorial en el Fondo Nacional de Fomento al Turismo, profesor investigador de la Universidad Autónoma Metropolitana, sede Azcapotzalco (UAM-A), profesor de Lexicología y Administración Jurídica en la Universidad Iberoamericana, campus Santa Fe. Era doctor en Derecho por las universidades de Almería y de Xalapa. Fue distinguido con varios premios de investigación y fue coordinador y organizador de varios seminarios como el internacional Reflexiones de la UAM sobre la Constitución en el centenario de la revolución Mexicana celebrado en 2010.
Durante su exilio, que se convirtió en definitivo, Quijada, aunque como dijo incursionó en la "iniciativa privada", se ocupó principalmente de su labor como profesor de Derecho, escribiendo como tal una serie de libros especializados para el uso de sus colegas y alumnos. Continuó también dedicándose a la literatura, escribió unos cuentos y trabajó en algunas novelas, específicamente en un trilogía cuyo primer tomo debía llamarse Llanto de lluvia; además, confiesa que creó algunas novelas populares con seudónimo que le ayudaron "a la sobrevivencia personal".
Falleció a los 67, el 4 de mayo de 2011, teniendo a su cargo la asignatura Doctrinas Políticas y Sociales III de la UAM-A.

## Obras

### Novelas
- Bajo el silencio, Luis Rivano Editor, Santiago, 1963
- Tiempo de arañas, novela escrita junto con Rodrigo Baño, Editorial Zig-Zag, Santiago, 1967
- Graduación, Ediciones Ráfaga, Santiago, 1970 (reeditada en México por la Editorial Posada en 1978)
- Techo circular, Quimantú, Santiago, 1973; la edición fue destruida en Chile por la Junta Militar

### Otros
- Crónicas de Chile, antología compilada por Rodrigo Quijada; Editorial Jorge Álvarez, Buenos Aires, 1968
- Manual de educación sexual, Quimantú, Santiago, 1972
- Elementos de derecho penal, 1974
- Diccionario jurídico, Editorial Jurídica Cono Sur, Santiago, 1994
- Derecho Penal, parte general, apuntes de clases, UAP, 1974
- Criminología básica, apuntes de clases, UAP, 1975
- Diccionario enciclopédico del Derecho mexicano, publicado como Apéndice VIII, dos tomos, de la Enciclopedia Jurídica OMEBA, México, 2005
- Código Penal para el Distrito Federal, comentado y anotado, Ángel Editor, México
- Código Penal del Estado de México, comentado y anotado, Ángel Editor, 2007, México
- Latín práctico para abogados, Editorial Trillas, México D.F., 2009